# 1255
1255 (MCCLV) var ett normalår som började en fredag i den julianska kalendern.

## Händelser

### Okänt datum
- Vid ärkebiskop Jarlers död blir Laurentius ny svensk ärkebiskop.

## Födda
- Albrekt I av Tyskland 1298-1308.

## Avlidna
- 22 augusti – Jarler, svensk ärkebiskop sedan 1236.
- Helena Pedersdotter Strange, drottning av Sverige 1229–1234, gift med Knut Långe.